# دنهولم إليوت
دنهولم إليوت (بالإنجليزية: Denholm Elliott)‏ (31 مايو 1922 – 6 أكتوبر 1992) ممثل إنجليزي شارك في أكثر من 120 فيلم وحصل على ثلاث جوائز بافتا كأفضل ممثل في دور مساعد , كما ترشح لجائزة الأوسكار لأفضل ممثل مساعد عن دوره في فيلم غرفة مع منظر.

## أدواره في السينما الأمريكية
- سارقو التابوت الضائع - ماركوس برودي
- إنديانا جونز والحملة الأخيرة - ماركوس برودي

## مواقع خارجية
- دنهولم إليوت على موقع IMDb (الإنجليزية)
- دنهولم إليوت على موقع الموسوعة البريطانية (الإنجليزية)
- دنهولم إليوت على موقع روتن توميتوز (الإنجليزية)
- دنهولم إليوت على موقع ألو سيني (الفرنسية)
- دنهولم إليوت على موقع تيرنر كلاسيك موفيز (الإنجليزية)
- دنهولم إليوت على موقع أول موفي (الإنجليزية)
- دنهولم إليوت على موقع قاعدة بيانات برودواي على الإنترنت (الإنجليزية)
- دنهولم إليوت على موقع قاعدة بيانات الأفلام السويدية (السويدية)
- دنهولم إليوت على موقع إن إن دي بي (الإنجليزية)
- دنهولم إليوت على موقع ديسكوغز (الإنجليزية)